# Kanton Fumel
Der Kanton Fumel war bis 2015 ein französischer Wahlkreis im Arrondissement Villeneuve-sur-Lot, im Département Lot-et-Garonne und in der früheren Region Aquitanien; sein Hauptort war Fumel. Vertreter im Generalrat des Départements war von 2004 bis 2013 Jean-Louis Costes (UMP). 
Der Kanton war 150,83 km² groß und hatte 10.585 Einwohner (Stand: 2012). 
Der Kanton umfasste Wahlberechtigte aus sieben Gemeinden:
| Gemeinde                  | Einwohner Jahr | Fläche km² | Bevölkerungsdichte | Code INSEE | Postleitzahl |
| ------------------------- | -------------- | ---------- | ------------------ | ---------- | ------------ |
| Blanquefort-sur-Briolance | 497 (2013)     | 22,66      | 22 Einw./km²       | 47029      | 47500        |
| Condezaygues              | 850 (2013)     | 41,93      | 20 Einw./km²       | 47070      | 47500        |
| Cuzorn                    | 867 (2013)     | 10,81      | 80 Einw./km²       | 47077      | 47500        |
| Fumel                     | 5074 (2013)    | 23,34      | 217 Einw./km²      | 47106      | 47500        |
| Monsempron-Libos          | 2072 (2013)    | 9,05       | 229 Einw./km²      | 47179      | 47500        |
| Saint-Front-sur-Lémance   | 552 (2013)     | 19,58      | 28 Einw./km²       | 47242      | 47500        |
| Sauveterre-la-Lémance     | 552 (2013)     | 23,46      | 24 Einw./km²       | 47292      | 47500        |